# Corylophus lobelicola
Corylophus lobelicola is een keversoort uit de familie molmkogeltjes (Corylophidae). De wetenschappelijke naam van de soort werd in 1935 gepubliceerd door Scott.